# أوتو كيلر
أوتو كيلر (بالألمانية: Otto Keller)‏ (23 فبراير 1939 - 6 أغسطس 2014) هو لاعب كرة قدم ألماني سابق كان يلعب كلاعب وسط.

## روابط خارجية
- أوتو كيلر على موقع بيانات كرة القدم. دي إي (الألمانية)